# Uffing am Staffelsee
Uffing am Staffelsee är en kommun och ort i Landkreis Garmisch-Partenkirchen i Regierungsbezirk Oberbayern i förbundslandet Bayern i Tyskland.  Kommunen ligger 70 kilometer söder om München och har cirka 3 100 invånare.